# 奎茨納 (北卡羅萊納州)
奎茨納（英語：Quitsna）是位於美國北卡羅萊納州伯蒂縣的非建制地區。

## 歷史
奎茨納的郵局於1893年設立，其後於1943年停運。

## 地理
奎茨納所處的海拔為高於海平面12米（即39英呎），而該地所採用的時區為UTC-5，即北美东部时区（EST）。同時該地設有夏令時間，為UTC-5調快一小時，即UTC-4（EDT）。